# رائد صالح
رائد صالح (بالألمانية: Raed Saleh)‏ من (مواليد 10 يونيو، 1977 في سبسطية، فلسطين) هو سياسي ألماني برليني (الحزب الديمقراطي الاجتماعي الألماني) وعضو في مجلس النواب الإقليمي برلين منذ سنة 2006.

## السيرة، والدراسة، والعمل
رائد صالح متزوج. تابع الدراسة الابتدائية في بيركنهاين في برلين شبانداو، والثانوية في مدرسة ليلي براون في برلين شبانداو، حيث نال شهادة التخرج سنة 1997.
انضم صالح سنة 1995 لشركة ميتروفسكي التي اشترك في ادارتها بدءا من 1997. كان رائد صالح أحد كبار المسؤولين التنفيذيين لمجموعة ميتروفسكي من 2001 إلى 2006. وشريك في ملكية إحدى الشركات الإعلامية في شبانداو منذ 2002.

## السياسة
انضم رائد صالح إلى الحزب الديمقراطي الاجتماعي سنة 1995. وأصبح رئيسا للجنة الهجرة في فرع الحزب الديمقراطي الاجتماعي في شبانداو منذ سنة 2002.
يعمل منذ سنة 2006 في لجنة الشباب والتعليم والأسرة التابعة لمجلس النواب الإقليمي في برلين، وفي لجنة «التنمية الحضرية والنقل» ولجنة «التكامل والعمل والشؤون الاجتماعية»
انتخب عن طريق التفويض المباشر نائبا عن منطقة شبانداو الانتخابية الثانية في برلين عام 2006. ويقوم بمهمة مسؤول الارتباط في تكتل الحزب الديمقراطي الاشتراكي في مجالات «المدينة الاجتماعية» واجراءات الأحياء كما انه المتحدث الرسمي للتكتل بما يخص سياسات الاندماج.
انتخب صالح رئيسا لفرع الحزب الديمقراطي الاجتماعي في شبانداو في نيسان / أبريل 2008، وأصبح عضواً لمجلس الحزب التنفيذي في ولاية برلين.
ترشح رائد صالح في ديسمبر 2011 في الانتخابات البرلمانية المحلية لولاية برلين مجددا، كما أنتخب ليكون رئيس كتلة الحزب الديمقراطي الاجتماعي بأغلبية 32 صوتا مقابل 15 لسلفه فرانك زيمرمان.

## وصلات خارجية
- رائد صالح على موقع مونزينجر (الألمانية)

- (بالألمانية)

```
سيرته الذاتية من موقعه الرسمي
.
```